# Castello di Fürstenried

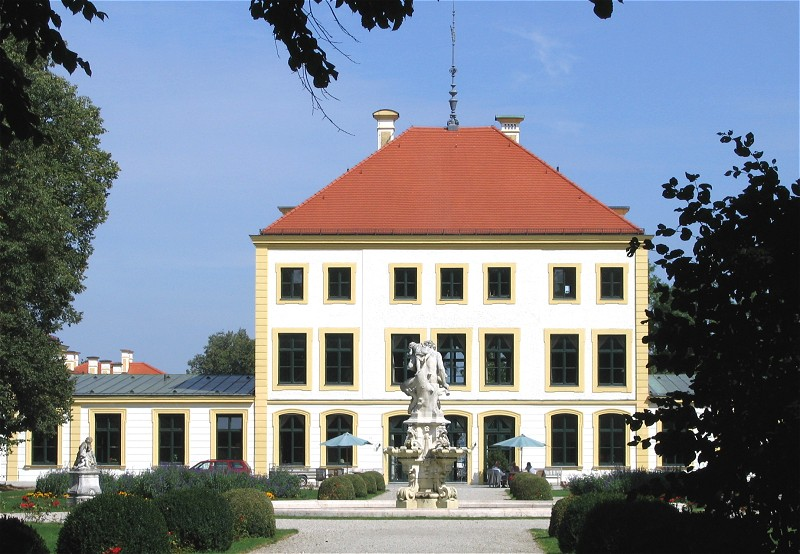
Schloss Fürstenried, facciata posteriore

Il castello di Fürstenried è un edificio storico a sud-ovest di Monaco di Baviera, in Germania. 
Costruito tra il 1715 e 1717 con la funzione di residenza di caccia, il palazzo fu fatto erigere dall'architetto di corte Joseph Effner per conto del principe elettore bavarese Massimiliano II Emanuele di Baviera. L'intero complesso comprende il palazzo, un viale che conduce alla struttura e un edificio agricolo originariamente appartenente all'edificio. Il complesso, che ha un impianto simmetrico, è costituito da un padiglione principale, da due padiglioni ad esso connessi mediante gallerie, e altri edifici.
Mentre gli interni del palazzo hanno perso il loro valore storico e artistico a causa di numerosi restauri, il giardino rappresenta una sintesi estremamente rara di design barocco e gusto contemporaneo della seconda metà del XIX secolo. All'inizio del XX secolo, il castello di Fürstenried era ancora noto come luogo d'interesse botanico, per via della grande varietà di piante, anche straniere, in esso contenute. 

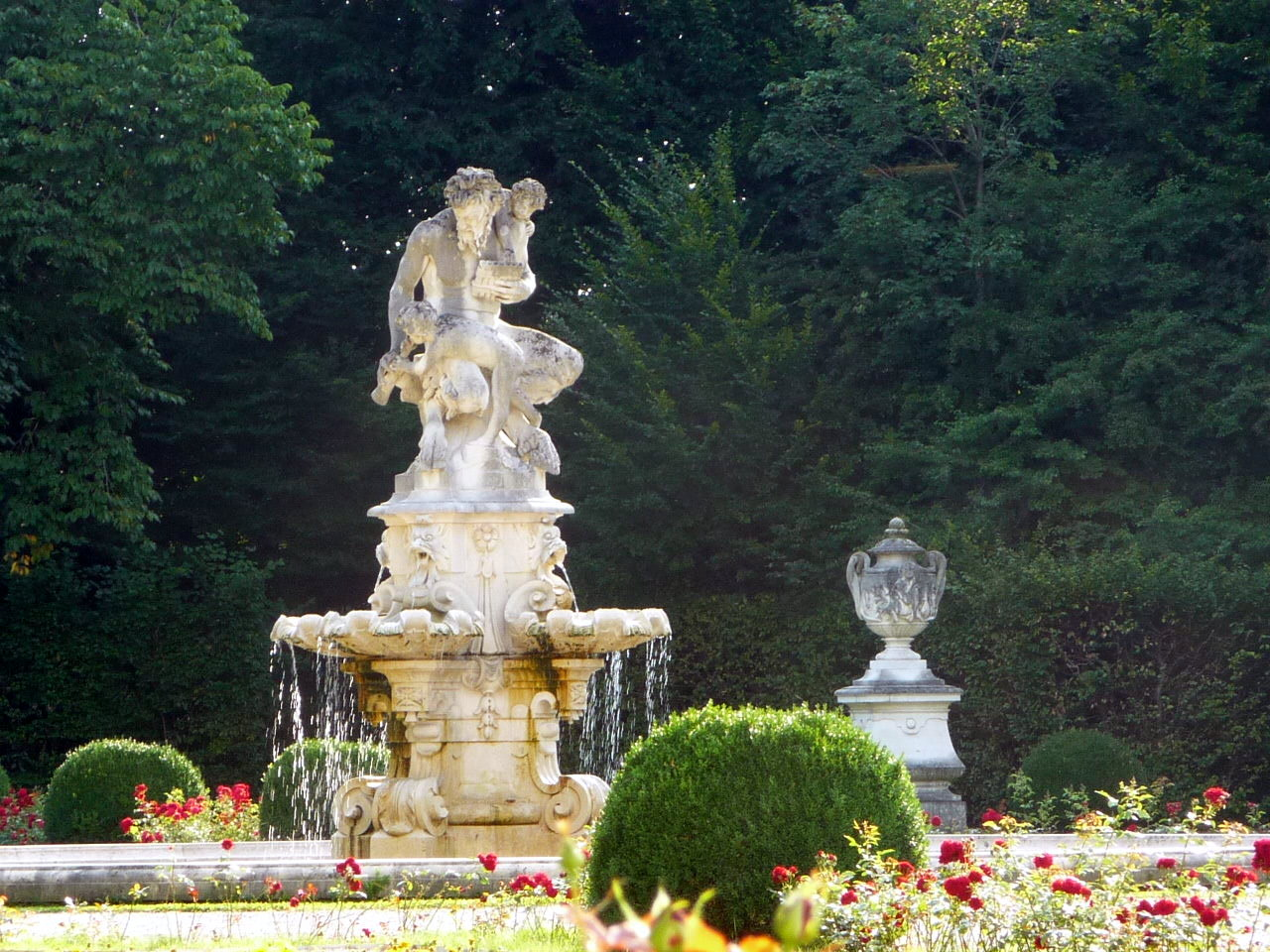
La scultura a fontana di un fauno decora la parte barocca del giardino del castello di Fürstenried

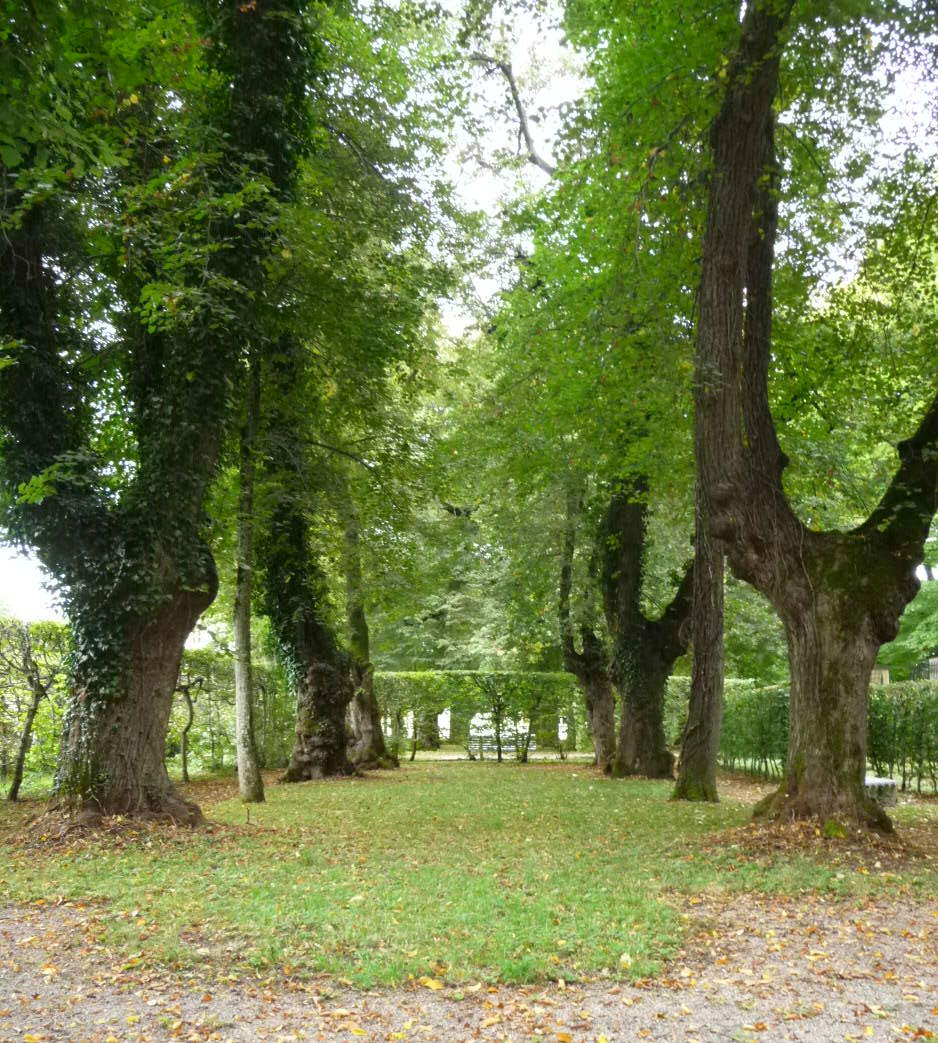
Vecchi alberi di tiglio fiancheggiano uno dei due cabinet da giardino del castello di Fürstenried

## Posizione e storia

### Insediamento
Sul sito corrispondente all'attuale castello, nell'XI secolo un barscalco dell'abbazia di Polling aveva eretto un insediamento di radura, nel corso degli anni conosciuto col nome di Poschetsried. Nel 1194 Poschetsried passò al monastero di Rottenbuch. Nel 1498, l'insediamento venne acquistato dal duca di Baviera Albert IV. Dopo quasi cento anni (1593), questo passò nelle mani della famiglia Hörwarth come Schwaige (in altotedesco: una proprietà adibita all'allevamento di bestiame). Nel 1687 iniziò la trasformazione della foresta di Forstenried in un parco di caccia. Nel 1715 il principe elettore Massimiliano Emanuele acquistò dal conte Ferdinand Hörwarth von Hohenburg la Schwaige Poschetsried, assieme ad una casa padronale. 

### Posizione
Il castello si trova in una zona posta ad un livello leggermente rialzato rispetto al piano del conoide alluvionale su cui sorge Monaco di Baviera. Originariamente situato in mezzo a campi, grazie alla sua posizione di rilievo il castello era ampiamente visibile. "Inoltre, i palazzi del principe elettore Massimiliano Emanuele erano progettati in modo tale da essere circondati da viali di pioppo nero e piantagioni di pino nero, in modo tale che la statura di pini neri - simile a quella dei pini - insieme ai pioppi neri creasse un'atmosfera mediterranea e migliorasse visivamente i terreni agricoli circostanti (...) ".

### I viali di accesso
Al fine di otterenere una signorile via di comunicazione, all'inizio del XVIII secolo fu costruita una strada tra il castello di Nymphenburg e il castello di Fürstenried (l'attuale Fürstenrieder Straße), un percorso di collegamento lungo parecchi chilometri. Nello stesso periodo fu costruita un'altra strada, per chilometri fiancheggiata da tigli, che collegava il castello al villaggio di Mittersendling. Anche l'imponente viale da Mittersendling al castello di Fürstenried era particolarmente lungo. Al tempo della realizzazione dei viali del castello, la moda di piantare alberi per chilometri e chilometri era sconosciuto in buona parte della Baviera.
I viali, allestiti in doppia fila originalmente inframmezzata da un tappeto erboso, puntano verso la torre settentrionale della Frauenkirche. Al momento della realizzazione dei viali, il castello era di norma sprovvisto di prati adibiti al pascolo. Di conseguenza, il tappeto erboso rappresentava una semplice testimonianza di potenza e ricchezza: si trattava di un'area estremamente pregiata, che in estate doveva essere falciata ogni due giorni, al mattino, con la rugiada. La manutenzione era molto onerosa: per non rovinare il tappeto erboso, i giardinieri prima uccidevano lombrichi le lumache con flagelli, e poi, disposti in formazione, falciavano l'area due volte di fila.
Nel 1935/36, i nazionalsocialisti destinarono l'area verde tra i due viali alla "Olympia-Strasse", una strada quattro corsie ora corrispondente all'autostrada A 95 Monaco-Garmisch.  Nonostante i tentativi, da parte dei pianificatori di Fritz Todt, di preservare il suggestivo effetto visivo, il colpo d'occhio da e verso il castello ne risultò danneggiato. Attualmente, nonostante i densi edifici circostanti, si riscontra ancora un asse visivo, lungo quasi 1000 metri, che, seppur compromesso dalla presenza di una segnaletica verticale apposta all'inizio del 2017, conduce frontalmente al palazzo fiancheggiato da entrambi i lati da viali di tigli a doppia fila. 

### Approvvigionamento idrico
Il castello fu rifornito d'acqua attraverso una tubatura dell'acqua dell'allora impresa reale di fontane di corte. La tubatura correva da Großhesselohe sull'Isar lungo l'attuale Hofbrunnstraße a Solln .

### Castello di caccia e di piacere

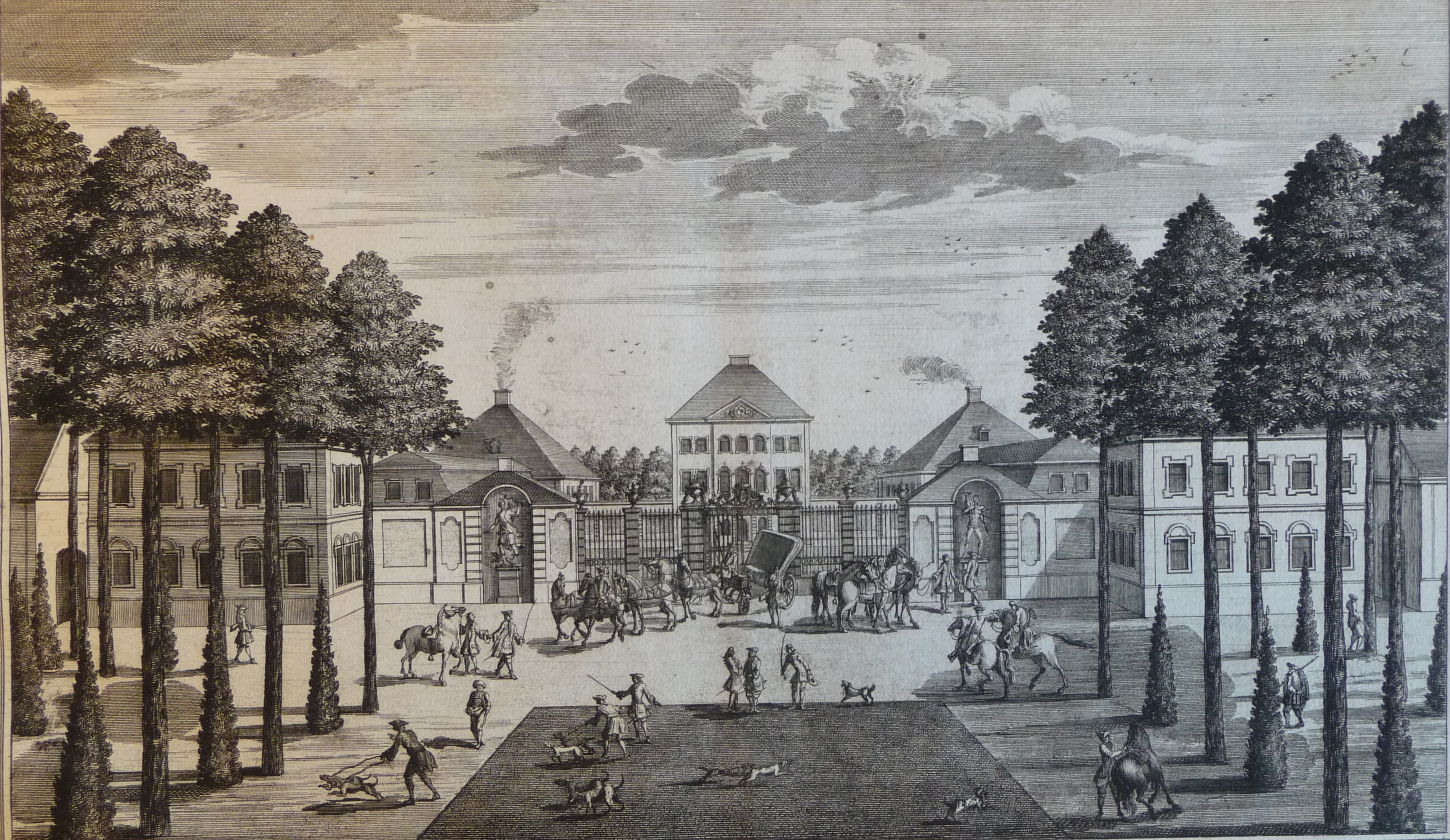
Schloss Fürstenried visto dal cancello intorno al 1720

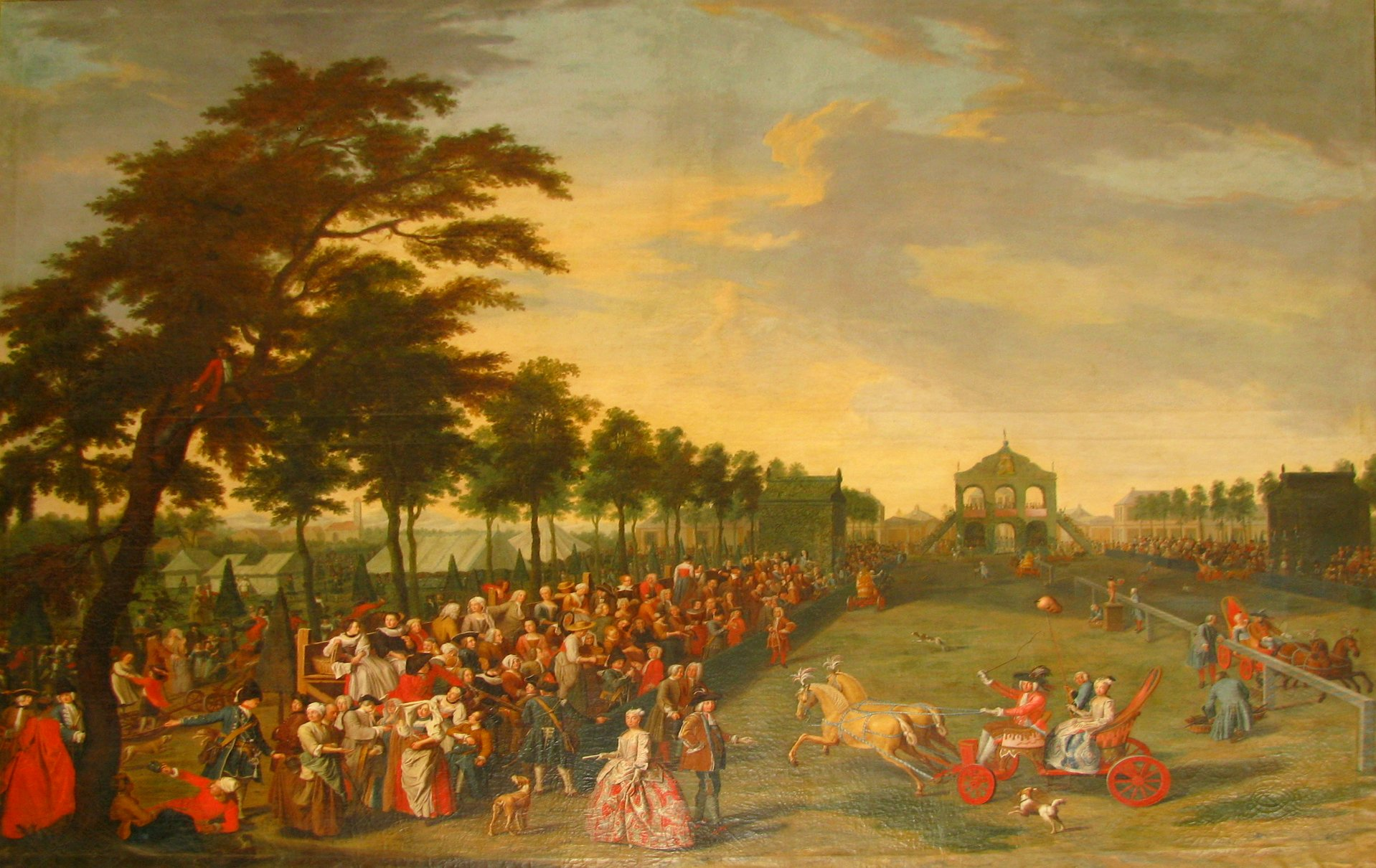
Gara di giostre allo Schloss Fürstenried, con Maria Amalia, guidata da Karl Albrecht; Dipinto di Peter Jakob Horemans

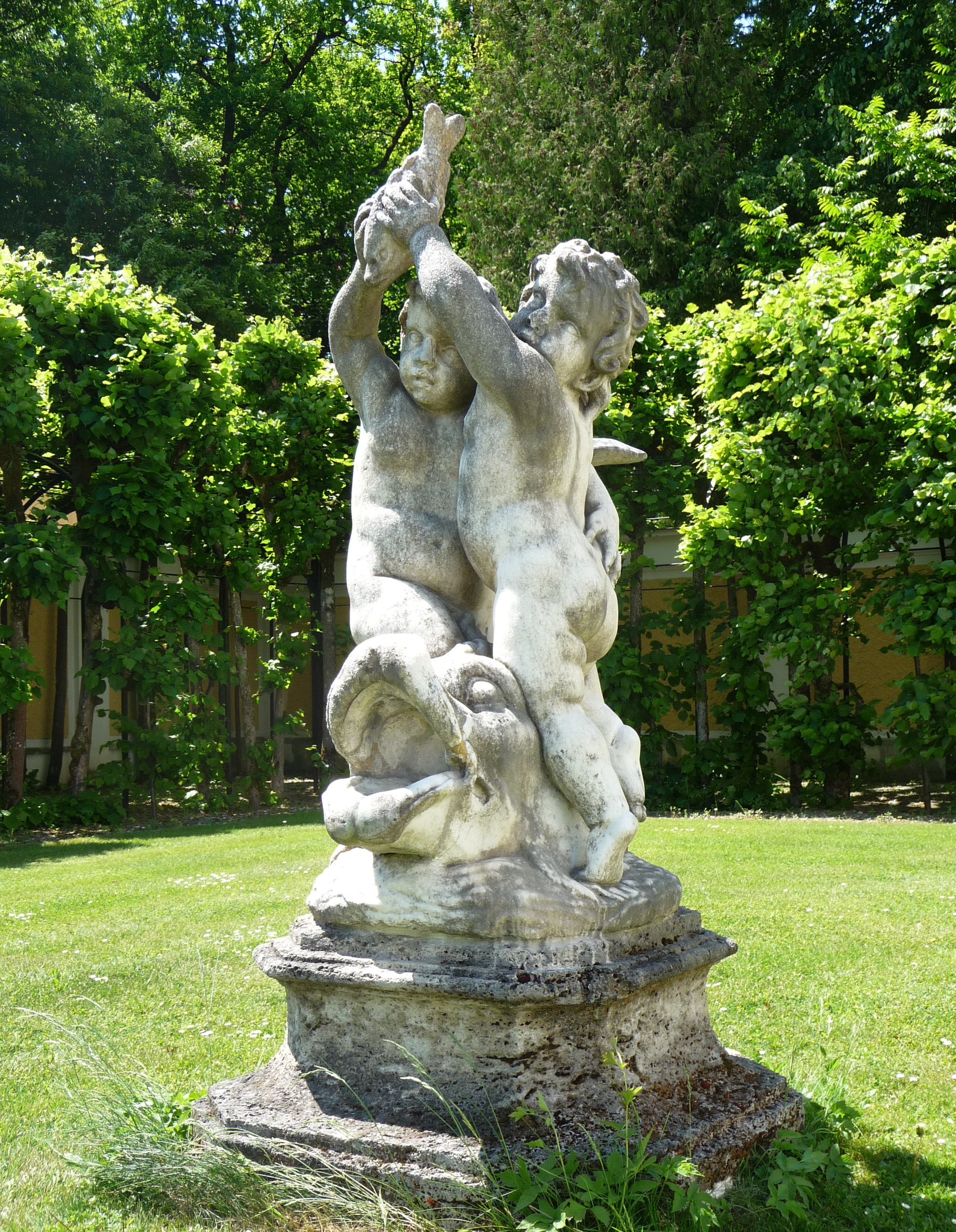
Lo scultore Dominikus Auliczek creò questo gruppo di putti nel 1778 come una fontana per il giardino del castello Fürstenried

Negli anni tra il 1715 e il 1717, su istruzioni di Massimiliano II Emanuele, l'architetto di corte Joseph Effner ristrutturò il già esistente maniero, che si trovava nel mezzo di quello che allora era chiamato Hirschjagdpark (letteralmente: parco di caccia al cervo). Fu così che il maniero fu ampliata e convertita in un palazzo di caccia e di piacere e dotata di un giardino barocco. Rinominato Fürstenried, nel corso del XVIII secolo il palazzo fu usato come centro di caccia di rappresentanza. 
Nel 1727, alla nascita del principe elettore Max III. Giuseppe, il castello finì in dono alla principessa elettrice Maria Amalie d'Austria, moglie del futuro imperatore Karl Albrecht, figlio e successore di Massimiliano II Emanuele. 
Nel 1777, in seguito alla morte di Max III. Giuseppe, il castello servì come residenza vedovile per la principessa elettrice Maria Anna Sophia di Sassonia, che vi rimase fino alla sua morte, avvenuta nel 1797. Poco prima della morte della principessa, ebbe inizio il declino finale del castello. Nel settembre del 1796 Monaco fu circondata dall'esercito franco-repubblicano, che combatté contro le truppe austro-imperiali. In quest'occasione, il castello di Fürstenried fu incendiato. 

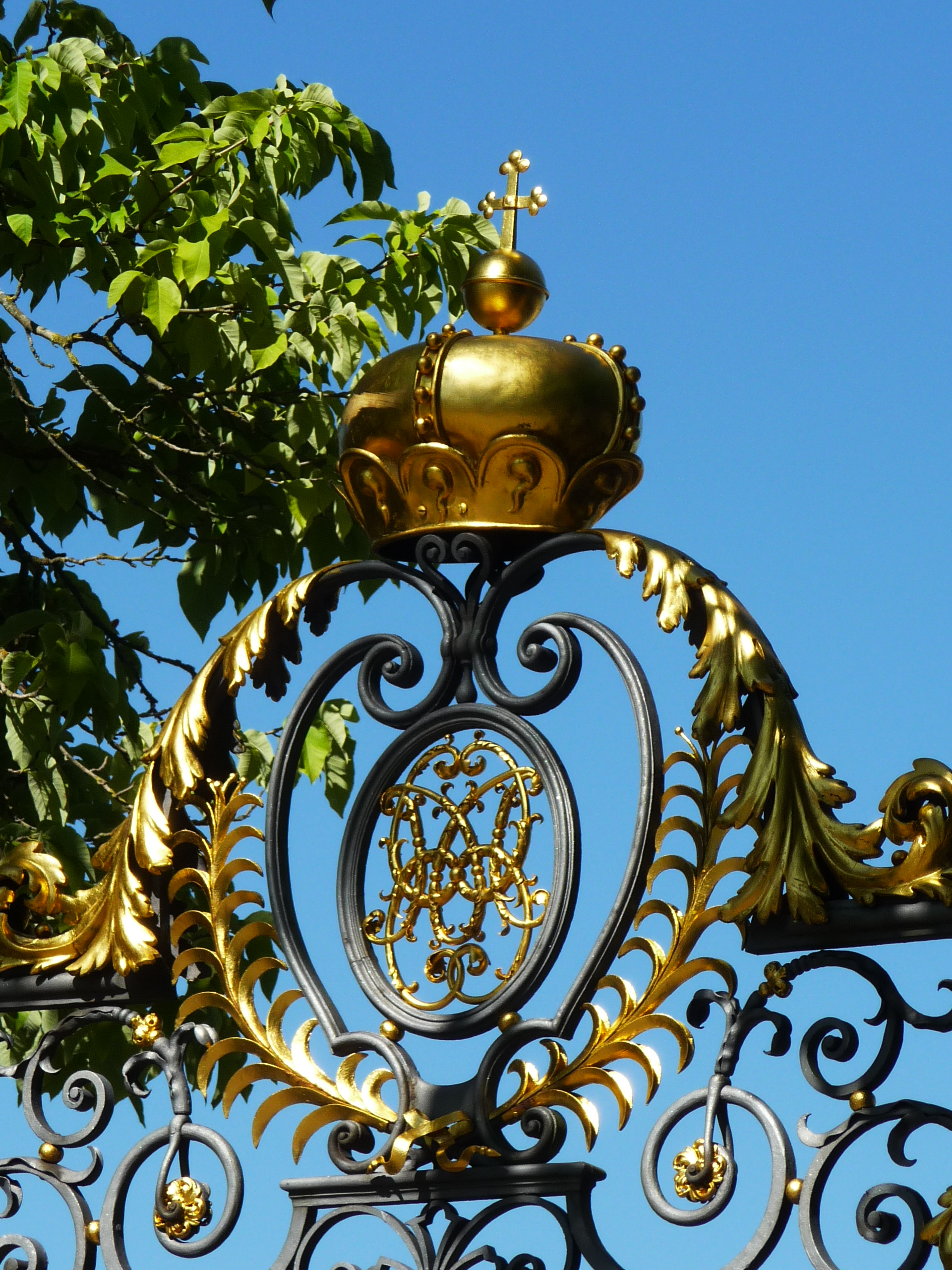
Il ferro battuto adorna la porta del castello di Fürstenried come ingresso principesco.

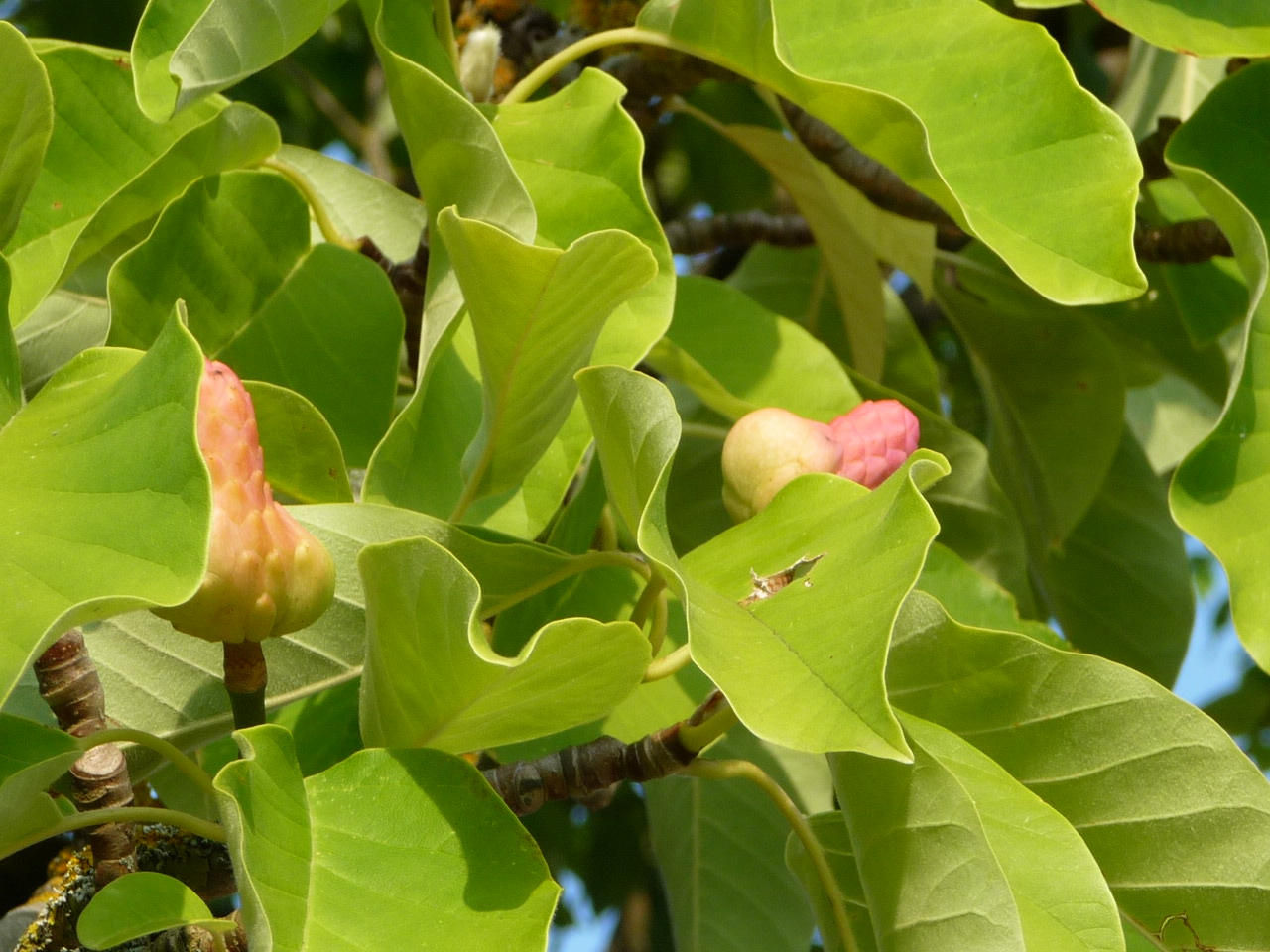
Rare ed esotiche magnolie dell'albero di cetriolo (Magnolia acuminata), al cancello d'ingresso dello Schloss Fürstenried

### Usi successivi
Nel 1798, il castello divenne temporaneamente un rifugio per alcuni trappisti che erano fuggiti dalla Francia. Nel periodo dal 3 ottobre al 24 ottobre 1800, il colonnello francese Litay e tutto il suo entourage furono alloggiati nel castello. Negli anni dal 1801 al 1804, gli edifici di Fürstenried funsero da caserma per un corpo di artiglieria appena organizzato e guidato dal maggiore Von Heinrichen. In concomitanza di queste strutture, all'inizio del XIX secolo tutti gli oggetti preziosi, come mobili e dipinti, furono rimossi, il castello rimase vuoto, e il giardino venne abbandonato. 
Con l'introduzione della scuola dell'obbligo in Baviera e grazie alla generosità del re Max Joseph I, tra il 1805 e il 1824 una dépendance del castello fu utilizzata come primo edificio scolastico per i villaggi circostanti di Forstenried e Großhadern. 

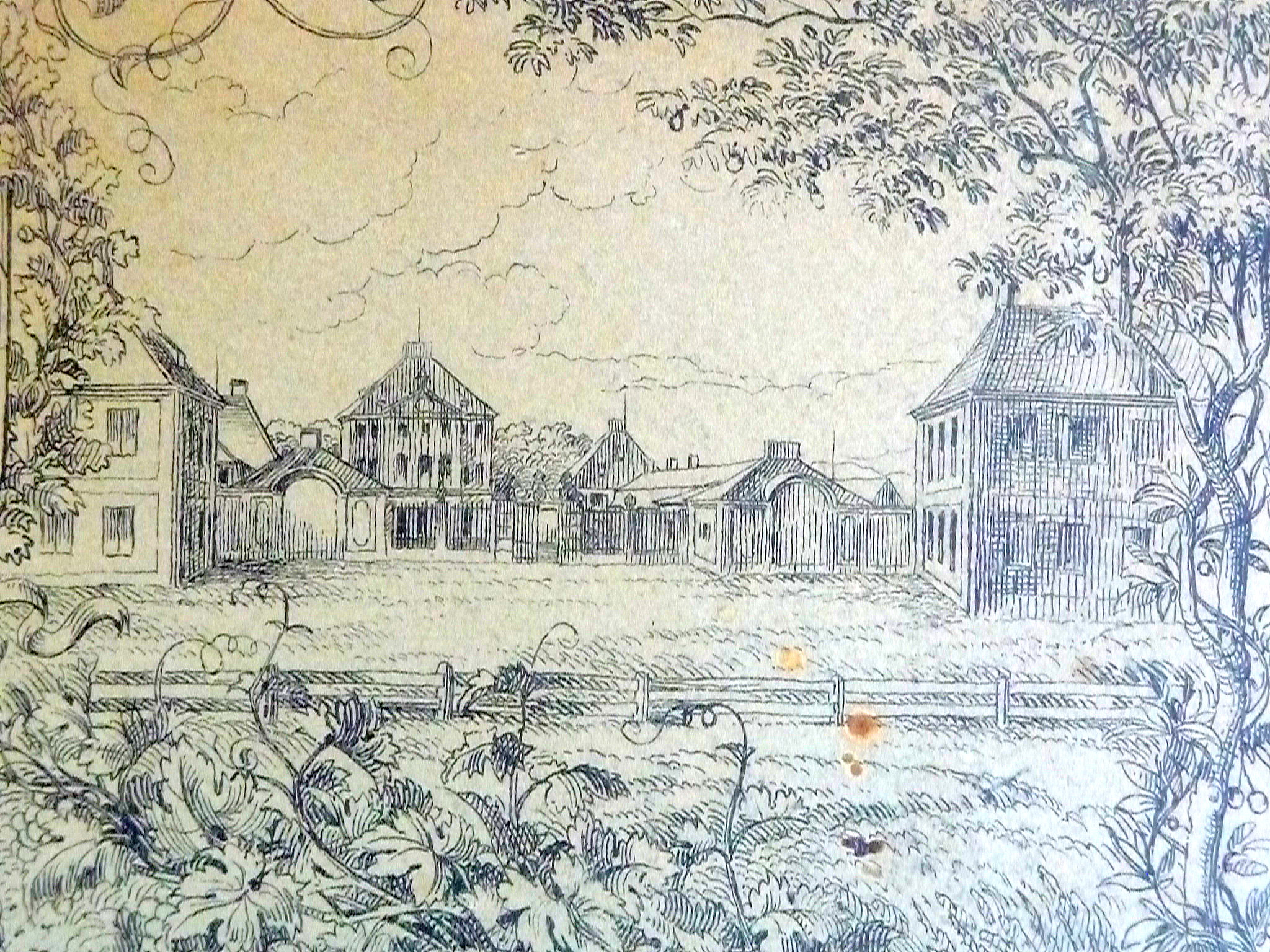
Veduta del castello di Fürstenried intorno al 1820. A quel tempo, la Schwaige ospitava come fattoria modello una nuova razza di animali: le pecore Merino.

Dal 1820 vi fu inquartierato un presidio dell'artiglieria equestre, che nel 1849 fu sostituito dal reggimento di artiglieria da campo Königin. Durante la guerra tedesca nel 1866 e la guerra franco-tedesca del 1870/71, il castello fu utilizzato come ospedale militare . 
Dopo anni di infruttuose terapie, il malato principe Otto di Baviera era alla ricerca di un tranquillo castello per un soggiorno permanente, poiché suo fratello, il re Ludovico II, rifiutava il ricovero in un'istituzione psichiatrica. La scelta cadde sul castello di Fürstenried, a quel tempo ancora inserito in un contesto rurale e relativamente lontano dai confini della città di Monaco. Fu così che, nel 1881,  il castello, che fu venduto dalla lista civile reale alla gestione della proprietà del principe Otto: da quel momento, Fürstenried diventò sua proprietà privata. Una somma di gran lunga superiore all'importo dell'acquisto venne successivamente investita per adattare la struttura alle esigenze del paziente. Otto, che nel 1886 fu nominato ufficialmente re dopo la morte di Ludovico II, fu ospitato nel castello di Fürstenried fino all'11 ottobre 1916, giorno della sua morte: per trent'anni, il castello di Fürstenried divenne dunque il domicilio del re di Baviera.
Con l'incorporazione di Forstenried nei confini della città, nel 1912 il castello entrò a far parte dell'area urbana di Monaco. 
Dopo la prima guerra mondiale, il castello divenne nuovamente un ospedale militare. 
Dal 1925 il castello servì come luogo di ritiro per il vescovato di Monaco e Frisinga. Dal 1927 al 1957, Fürstenried ospitò il seminario arcivescovile St. Matthias, che fu in seguito trasferito 30 chilometri più a sud, a Wolfratshausen-Waldram. Nel 1929 l'area del castello fu acquisita dalla Fondazione cattolica Fürstenried dell'Arcidiocesi. Nel 1931 e nel 1932 nell'ex "Sala Bianca" del padiglione centrale del castello fu costruita una cappella. 
Durante la seconda guerra mondiale, dal 1942 il castello fu usato di nuovo come ospedale militare, e dopo la guerra, nuovamente come casa di ritiro per l'Arcidiocesi. Dal 1947 al 1949, la facoltà teologica dell'Università Ludwig Maximilian e il Seminario Georgianum usarono il castello come alloggio alternativo. Durante questo periodo, anche il futuro cardinale e papa Joseph Ratzinger studiò a Fürstenried.

## Uso e aspetto attuali del castello di Fürstenried
Il castello continua a fungere da casa per ritiri spiriturali, oltre che come centro pastorale e centro conferenze. Tra il 1972 e il 1976 si eseguì una modernizzazione dell'impianto.
Dal 1 ottobre 2013, Fürstenried è gestito dal padre gesuita Christoph Kentrup. 
Ancor oggi, il castello è costituito dall'edificio cubico principale, con adiacenti due padiglioni più piccoli e diversi altri edifici secondari annessi attorno a una corte d'onore. Dei ricchi interni che un tempo adornavano il castello, è rimasto solamente il fregio del Gabinetto blu al secondo piano dell'edificio principale, che oggi è una sala riunioni.

## Il giardino del castello Fürstenried

### L'orto
Già nel XVIII secolo nell'orto del castello di Fürstenried venivano prodotti ortaggi e frutta da tavola di alta qualità. I giardinieri di corte erano dei veri propri artisti nell'utilizzare, oltre a frutta e verdura di uso quotidiano, anche ortaggi più rari come asparagi, carciofi, mele cotogne e pesche. I fagioli e piselli, a quel tempo molto amati, erano coltivati in serra quasi tutto l'anno. 
Questa tradizione fu ripresa ai tempi del re Otto. Il giardino delle coltivazioni, protetto sul lato sud dalla cosiddetta "rimessa" rendeva possibili raccolti anticipati. Il frutteto, che era ospitato nell'ex "Schimmelgarten" (letteralmente: "giardino della muffa"), aveva uno stock di alberi a traliccio, cespugli e alberi semi-alti. 

### Lo "Schwaig"
Lo "Schwaig", vale a dire l'uso dei terreni agricoli di proprietà del castello, portava solo profitti moderati. Al fine di poter meglio sfruttare i terreni poveri, si fece ricorso all'allevamento di pecore. A partire dal 1829 questi campi e prati vennero trasferiti a diversi mezzadri. 

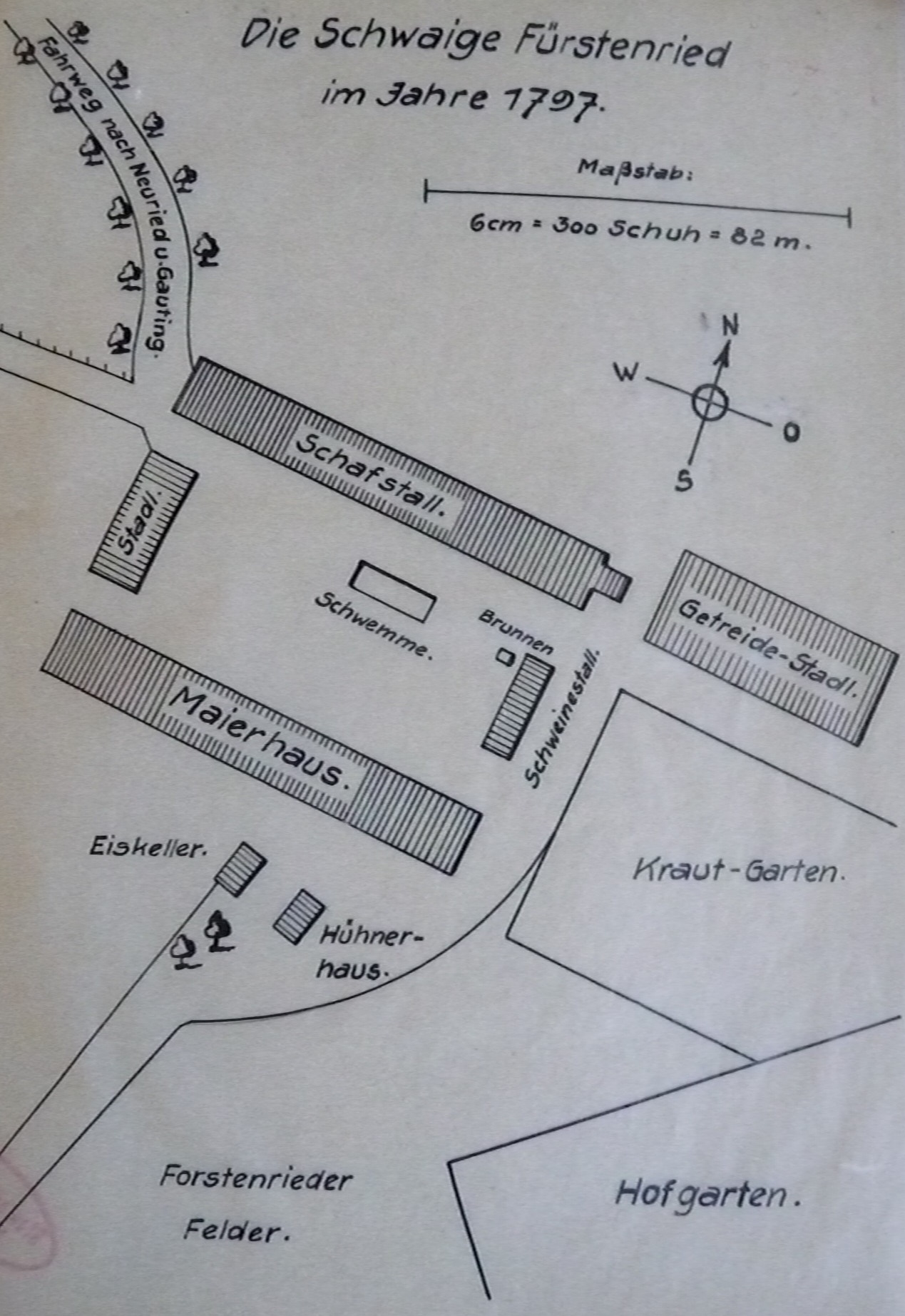
Lo "Schwaig" del castello Fürstenried nell'anno 1797.

### Il giardino reale
Allorché nel 1881 Fürstenried entrò in possesso del principe Otto, il giardino barocco dietro il castello fu ricostruito dall'allora sovrintendente ai giardini di corte Carl von Effner,secondo i piani del suo antenato Joseph Effner. Le condizioni desolanti in cui il giardino versava all'inizio del 1880 furono così descritte da, Wilhelm Zimmermann, suo più stretto collaboratore: "Le vecchie siepi erano state in gran parte eliminate, le aiole abilmente intrecciate insieme ai vialetti scomparse. Sull'intero parterre si era formato un prato e tra i pregevoli, a volte enormi, tigli si era sviluppato un tappeto selvatico di sempreverdi, felci, edera, anemoni, bucaneve, ecc. ".
Il grande merito di Carl von Effner fu la conservazione dei 110 tigli nel parco e dei molti altri situati lungo i due viali a doppia fila che fiancheggiavano l'asse visivo verso Monaco. A tal fine, si effettuò un'attenta potatura e una sostituzione del terreno attorno alle radici. 

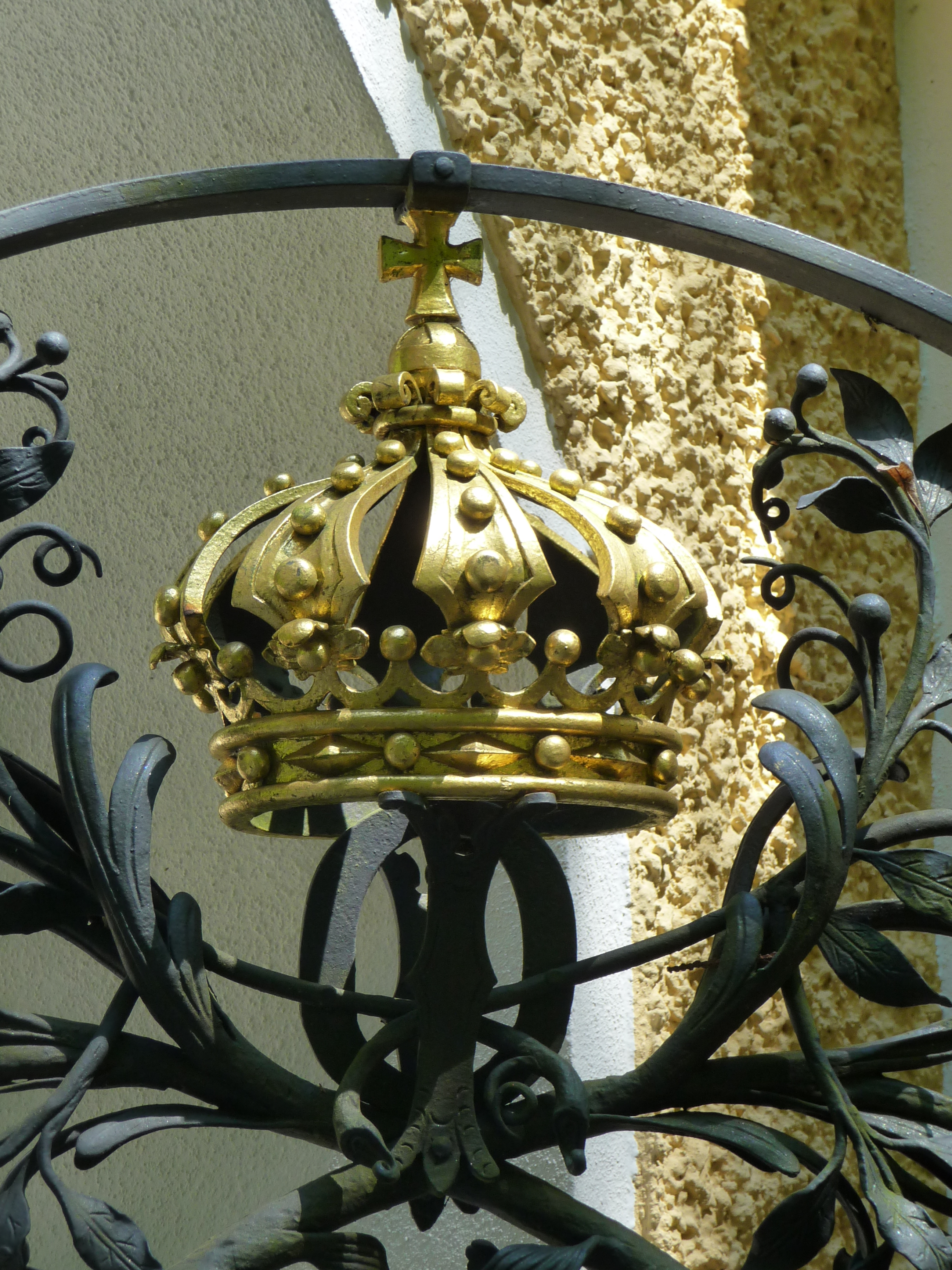
La corona dorata sul cancello laterale nel giardino del castello di Fürstenried ricorda ancor'oggi il re Ottone di Baviera.

Come concessione allo spirito dell'epoca, si realizzarono una alcuni porticati in ferro provvisti di piante tiglio. Al fine di offrire distrazione al malato residente, Effner creò aiuole piene di rose, un giardino d'inverno, un rosario e un giardino sempreverde. Le raffigurazioni delle quattro stagioni, opere dello scultore Bruno Fischer che oggi fiancheggiano la monumentale fontana di Pan, ai tempi del re Ottone erano distribuite nelle diverse aree del giardino. L'ornamentale vaso in pietra del cortile centrale si trova ancora nello stesso posto di allora. 
A sud del vecchio giardino barocco, una parte dell'orto giudicata non indispensabile fu trasformato in un "giardino all'inglese". Resti della ricca piantagione di questo giardino risalente ai tempi del re Otto sono visibili ancor'oggi. La modellazione del recinto in legno fu una richiesta particolare di Carl von Effner: fu così che, il limite del bosco fu fiancheggiato da "cespugli forti come, ad esempio, alcune varietà di biancospino, o le piante di sambuco a foglia piccola, da preferire per via del loro carico pittorescamente lasco".
"Per ovvie ragioni, l'intera proprietà era circondata da un alto muro. Tuttavia, l'esigenza di ottenere anche un panorama, richiese di pensare di aprire, mediante un'elevazione artificiale del terreno, un colpo d'occhio libero, indisturbato dalla recinzione, verso i villaggi della foresta e verso la bella corona di montagne lontane" L'elevazione fu originariamente incoronata con una "Casetta svizzera " una piccola casa di legno; oggi, vi si trova invece una cappella. L'ex "vasca del cervo", nella parte orientale del giardino, è oggi adornata da una figura del frate Corrado da Parzham. 
Il giardino paesaggistico, che era grande quasi due giorni di cammino, avrebbe dovuto invitare a passeggiate. Resti della vasta piantagione descritto da Wilhelm Zimmermann esistono ancora oggi: ad esempio, ci sono ancora due vecchi faggi dalle foglie fessurate che, come le magnolie dell'albero di cetriolo alla porta d'ingresso, rappresentano rari tesori dendrologici . 
"Dopo la morte del re Otto, furono elencati tutti i suoi beni. Così, al 7 febbraio 1918, nell'eredità, oltre ai 14 558 marchi - una somma considerevole, se si includono quasi 40 anni di svalutazione - furono citate anche le installazioni del giardino di corte, le sculture a fontana, le panchine, la casetta svizzera e le piante".